# Ene Ergma
Ene Ergma, född 29 juni 1944 i Rakvere, är en estnisk liberalkonservativ politiker och astrofysiker.  Från 2002 till 2016 representerade hon partiet Res Publica och dess efterföljare Förbundet Fäderneslandet och Res Publica som ledamot av Estlands parlament, Riigikogu. Ergma var från 2003 till 2006 och åter från 2007 till 2014 talman i Riigikogu.

## Biografi

### Forskare
Ergma hade före sin politiska karriär en karriär som astrofysiker. Hon tog studentexamen 1962 i Viljandi, studerade därefter fysik vid Tartu universitet och astronomi vid Lomonosovuniversitetet i Moskva, där hon uppnådde graden av kandidat nauk 1972 och sedermera doktor nauk 1984.
Ergma verkade som forskare vid institut tillhörande Estniska vetenskapsakademien från 1972 till 1988, innan hon blev professor i teoretisk fysik och astrofysik vid Tartu universitet 1988. Från 1999 till 2004 var hon vice ordförande för vetenskapsakademien.

### Politiker
Ergma trädde in i partiet Res Publica 2002 och valdes redan samma år in i parlamentet. Hon blev talman i Riigikogu 2003 och kom med undantag för perioden 2006 till 2007, då hon var vice talman, att inneha talmansämbetet fram till 2014. I presidentvalet 2006 stöddes hon av en enkel majoritet, 65 ledamöter i första valomgången, men då detta inte räckte för de erforderliga 68 rösterna för två tredjedels majoritet kom majoriteten slutligen att istället enas om att välja Socialdemokraternas Toomas Hendrik Ilves till Estlands president. Ergma tillkännagav i samband med att ha förlorat talmansvalet 2014 till sin efterträdare socialdemokraten Eiki Nestor att hon skulle dra sig tillbaka från politiken vid parlamentsvalen 2015. 2016 valde hon att helt lämna partiet, i protest mot vad hon ansåg vara en tilltagande populistisk inriktning på partiets politik.